# Acebuche de El Espinillo
El acebuche de El Espinillo es un árbol centenario de la especie Olea europaea variedad sylvestris que se encuentra en la finca El Espinillo, en las proximidades del pueblo de Marigenta, en el municipio de Zalamea la Real (provincia de Huelva, Andalucía, España). Fue declarado en 2005 monumento natural por la Junta de Andalucía.

## Descripción
Sobresale por sus más de 12 m de altura y por su gran envergadura con más de 6 m de perímetro del tronco, medidos a 1,30 m del suelo. Su interior se halla hueco y el paso de los años ha provocado que el fuste se divida en dos hasta llegar a la peana. Tiene establecida una zona de protección de 1953 m², con el fin de preservar los valores paisajísticos y ecológicos de los parajes en los que se halla.
Se emplaza en la Sierra del Águila, una zona donde abunda el pastizal, donde aparecen otros acebuches, dispersos eucaliptos rojos (Eucalyptus camaldulensis) y arbustos como el romero (Salvia rosmarinus).
Desde 2005 es un símbolo a favor de la conservación del Medio Ambiente, al celebrarse anualmente en la zona una Jornada de Convivencia que promueve la importancia de la preservación medioambiental.
Estas Jornadas de Convivencia son organizadas por la Hermandad De San Pedro y la Santa Cruz de Marigenta y colaboran varios ayuntamientos y la asociación de amigos del árbol de Marigenta. Las jornadas de convivencia son celebradas el fin de semana más cercano al 12 de octubre. 

## Características
El ejemplar de acebuche tiene las siguientes características:
- altura total: 12,00 m[4]
- altura del fuste: 1,90 m
- perímetro en la base:13,10 m
- perímetro (a 1,30 m): 6,45 m
- diámetro de la copa: dirección N-S: 17,80 m
- diámetro de la copa: dirección E-W: 20,00 m
- proyección de la copa: 279,60 m²